# Dęblin (stacja kolejowa)
Dęblin – stacja kolejowa w Dęblinie, w województwie lubelskim, w Polsce. Położona jest przy ulicy Dworcowej 6, w odległości około 1,5 km na północny zachód od centrum miasta. Stacja ma 3 perony. Zatrzymują się tu pociągi dalekobieżne i regionalne. Jest to stacja węzłowa. Znajdują się tu również automaty biletowe.

## Historia
Węzeł kolejowy w Dęblinie (wtedy znanym jako Iwangorod) został wybudowany jako część Żelaznej Drogi Nadwiślańskiej, linii kolejowej łączącej Mławę z Kowlem. Kolej Iwangorodzko-Dąbrowska oddana do użytku w 1885 wchodząca w skład tej trasy miała się przyczyniać do transportu górnośląskiego węgla w głąb Rosji. Współczesne budynki dworcowe powstały po włączeniu odcinka do upaństwowionej spółki Kolei Nadwiślańskich w 1897 roku. 
W 1914 roku węzeł w Iwanogrodzie został odwiedzony przez cara Mikołaja II, co zostało uwiecznione na zdjęciach dokumentujących jego podróże.
1 maja 1916 zmieniono nazwę stacji Iwangorod na Dęblin.

## Ruch pasażerski[4]
| Rok  | Wymiana pasażerska na dobę |
| ---- | -------------------------- |
| 2017 | 3600                       |
| 2018 | 2200                       |
| 2019 | 3300                       |
| 2020 | 2800                       |
| 2021 | 3100                       |
| 2022 | 3600                       |
| 2023 | 3800                       |

## Zespół budynków kolejowych

### Budynek dworcowy
Dworzec kolejowy w Dęblinie składa się z dwóch części, starszej, murowanej oraz późniejszej, drewnianej. Murowana część została wybudowana w 1900 roku i widać w nim wyraźne wpływy stylu klasycystycznego, czego przykładem są między innymi pilastry. Budynek cechuje ogólna symetria. Drewniana część została zbudowana w 1924 roku na planie prostokąta. Jego architektura, zwłaszcza drewniane elementy ornamentacyjne, takie jak listwy oraz wykończenia okien, nawiązują do tradycji zakopiańskich, ale widać w nich również wpływy architektury rosyjskiej i skandynawskiej. Fronton w kształcie trapezu jest ozdobiony drewnianymi listwami ułożonymi w geometryczny wzór, które komponują się z małymi oknami. We wnętrzu budynku są zachowane oryginalne drewniane kolumny z początku XX wieku. 

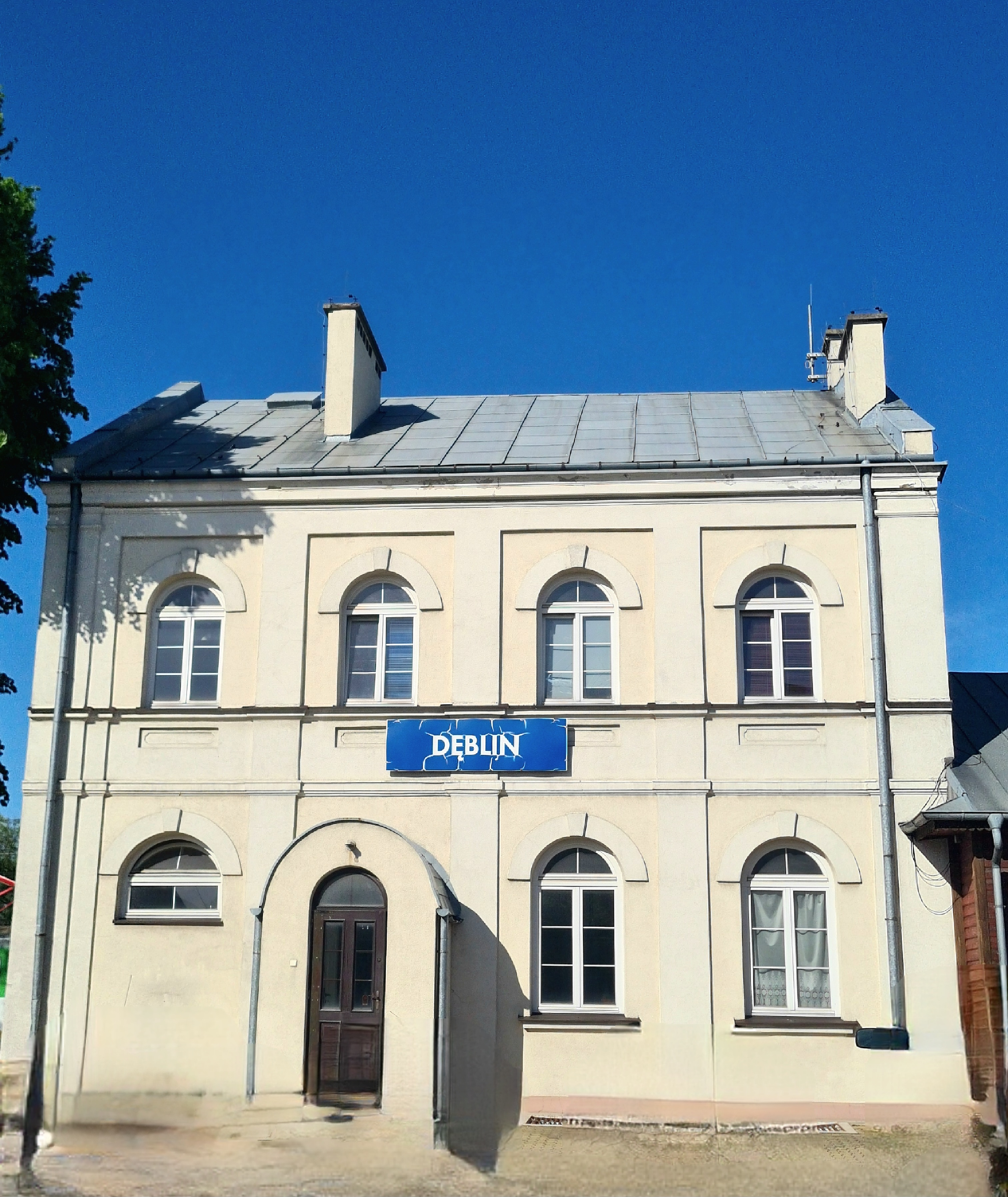
Murowany dworzec kolejowy w Dęblinie z 1900 roku.

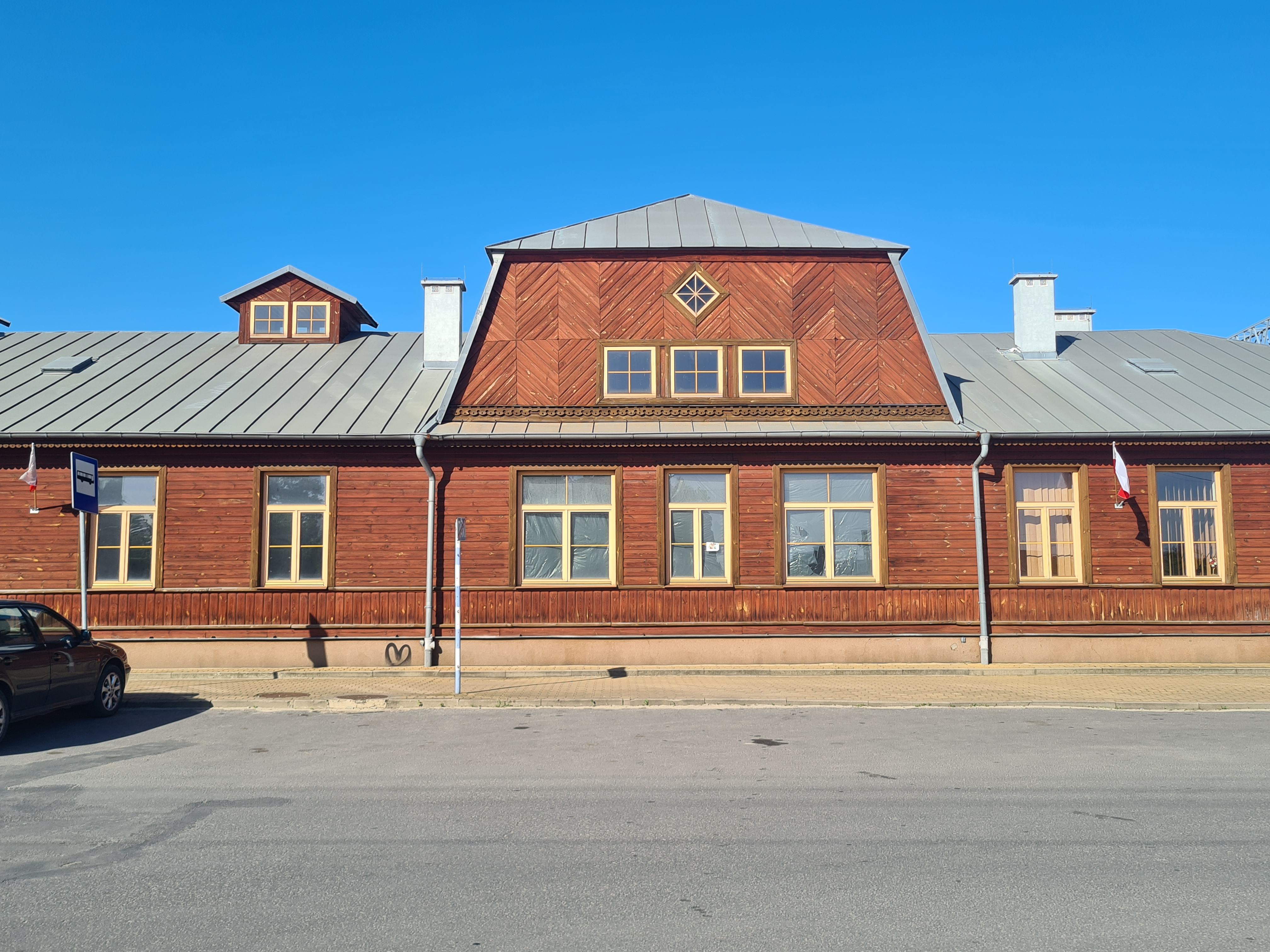
Drewniany budynek dworca kolejowego w Dęblinie z 1924 roku.

### Wieża ciśnień
Wieża ciśnień wybudowana w 1920 roku została wzniesiona na planie ośmiokąta i była używana do dostarczania wody do parowozów. W większości skonstruowana jest ona z żelbetonu. Obecnie stanowi ona jeden z zabytków zespołu kolejowego znajdującego się przy ulicy Dworcowej w Dęblinie, lecz dostęp dla turystów jest ograniczony. Dolna parta lekko zwęża się ku górze podtrzymując zbiornik na wodę, który jest zwieńczony ostrosłupowym dachem z iglicą. W przeszłości na wieży ciśnień widniał napis ,,Dęblin", jednak obecnie nie jest on już widoczny.  

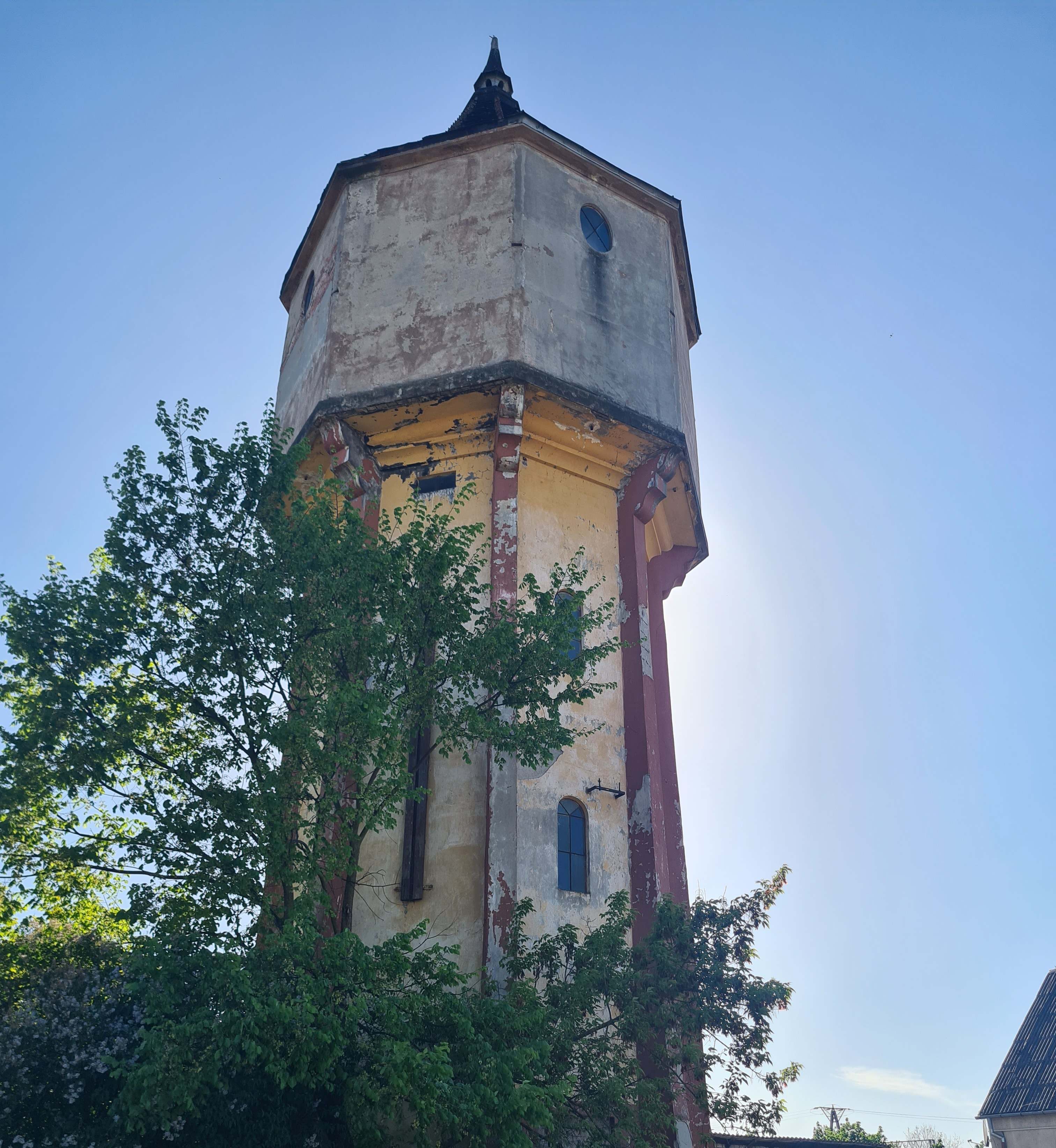
Wieża ciśnień w Dęblinie, widok z ulicy Dworcowej.

### Wille kolejarskie

#### Kolejowa 16 "Belweder"
Budynek został wzniesiony w 1900 roku i miał pełnić funkcję służbową, socjalną i mieszkalną dla rosyjskich maszynistów. Budynkowi nadano nazwę "Belweder", aby upamiętnić pobyt w nim marszałka Józefa Piłsudskiego. Murowany budynek jest w całości wybudowany z cegły i łączy ozdobne elementy charakterystyczne dla stylu neogotyckiego z modernistyczną prostotą formy.

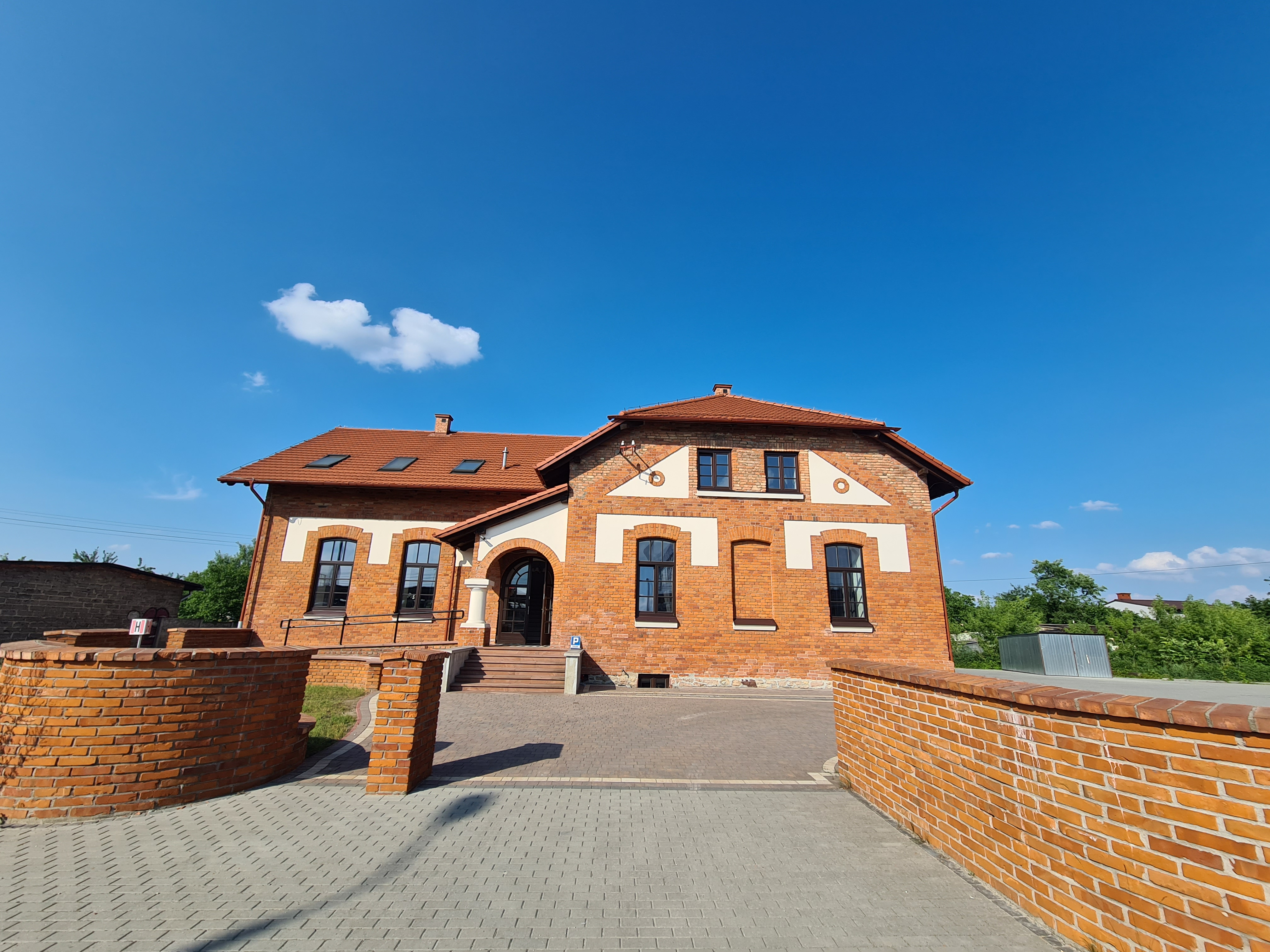
Budynek "Belweder", ulica Kolejowa 16 w Dęblinie.

#### Dworcowa 5 i 7
Są to najstarsze budynki kolejowe znajdujące się na ulicy Dworcowej. Te identyczne domy wielorodzinne zostały wzniesione w 1896 roku na potrzebę pracowników węzła kolejowego i ich rodzin. W architekturze budynku widać elementy nawiązujące do stylu klasycystycznego, między innymi gzymsy i opaski okienne. Trzykondygnacyjne ryzality mieszczą klatkę schodową.

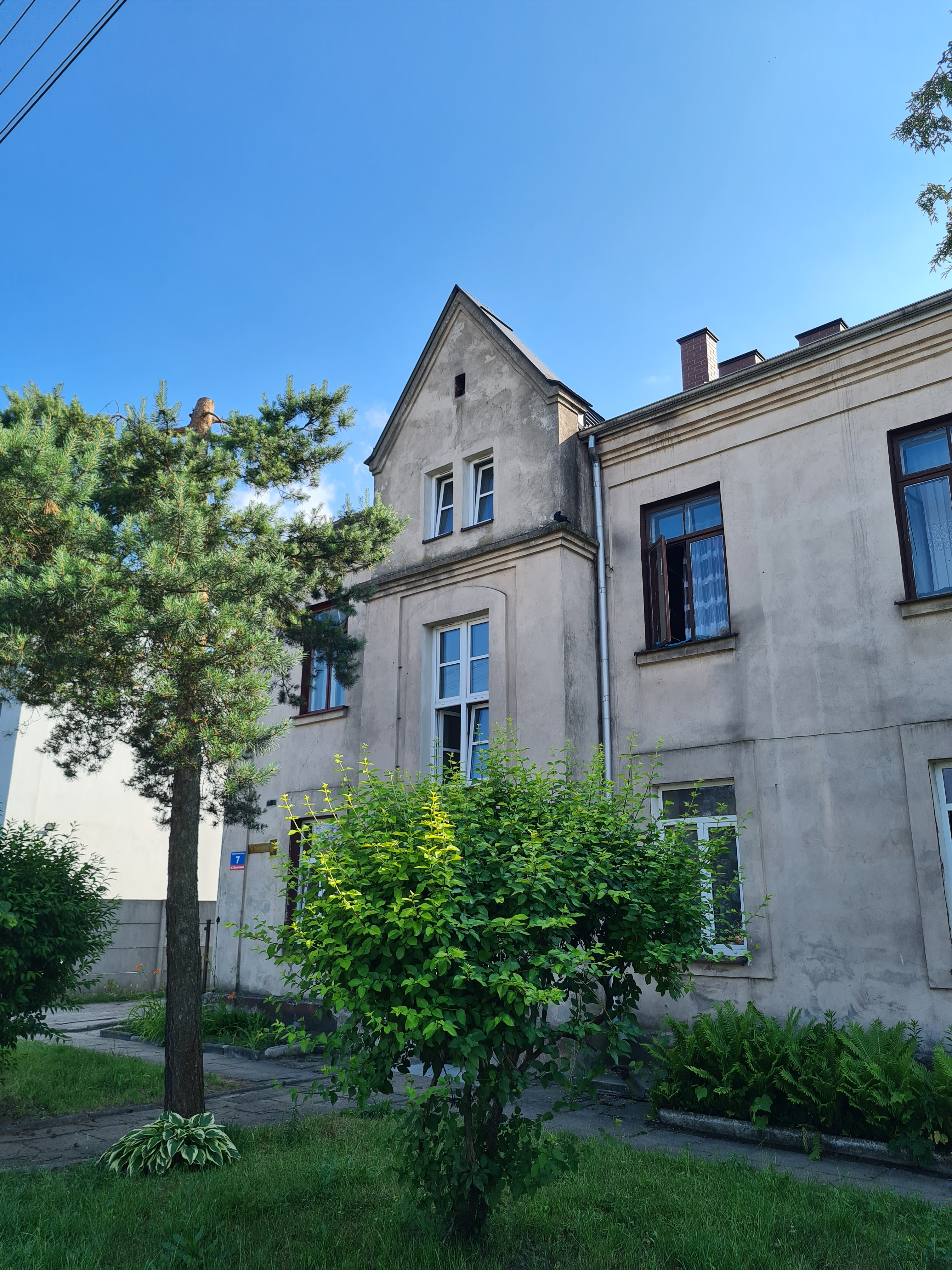
Dom wielorodzinny przy ulicy Dworcowej 7 w Dęblinie.

## Galeria

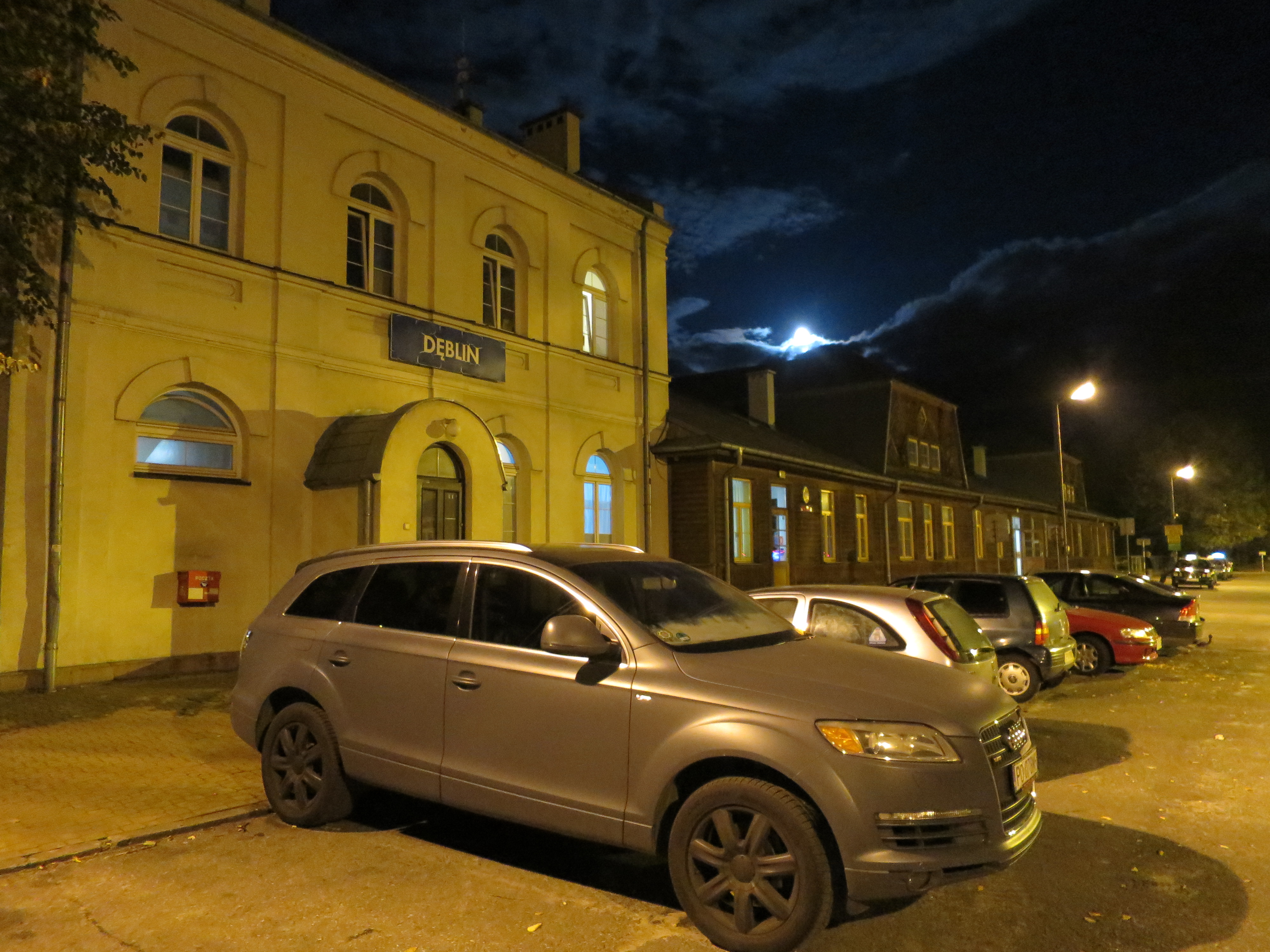
Budynek dworcowy od ul. Dworcowej
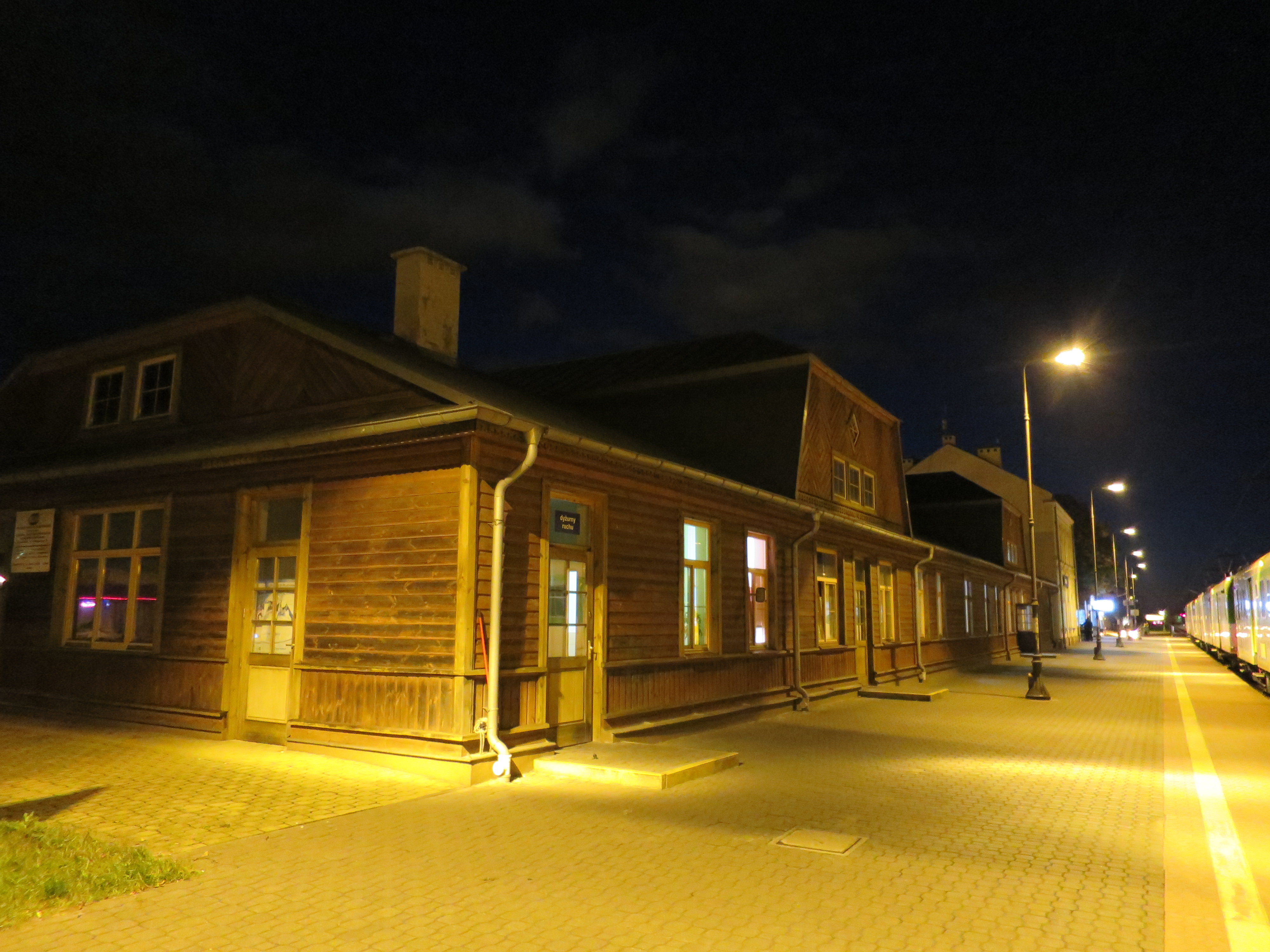
Budynek dworcowy widok z peronu 1
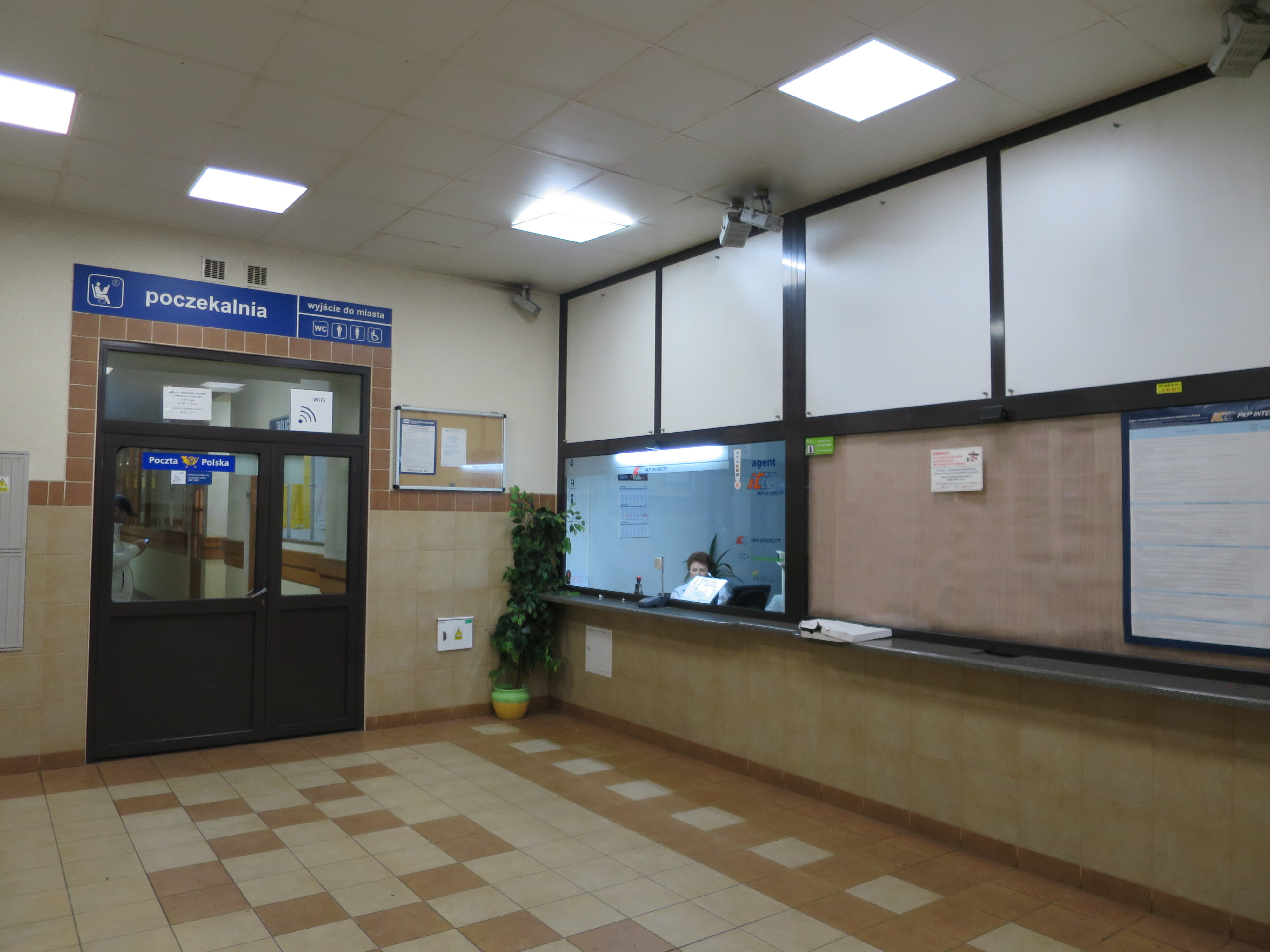
Kasa biletowa
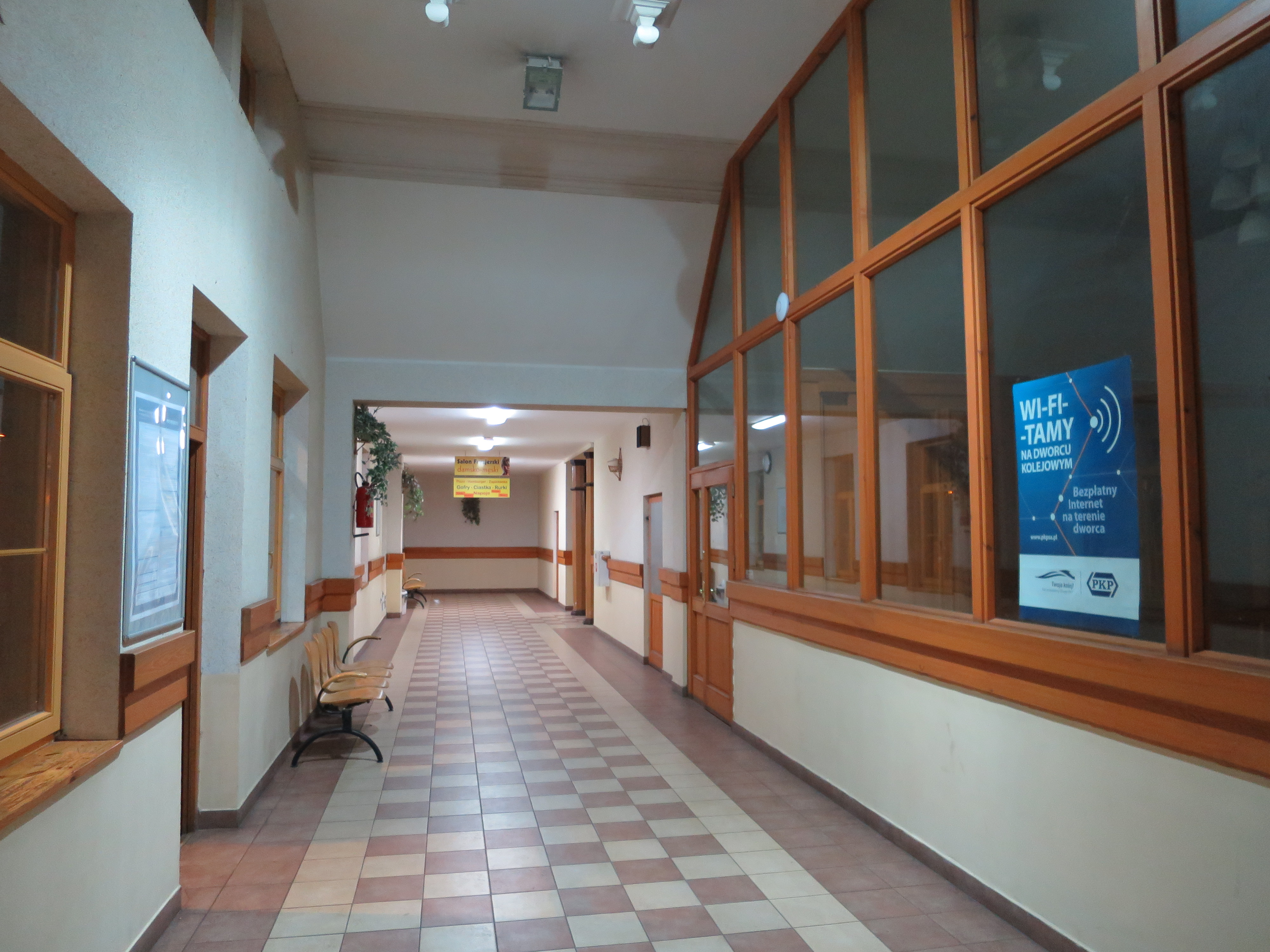
Poczekalnia
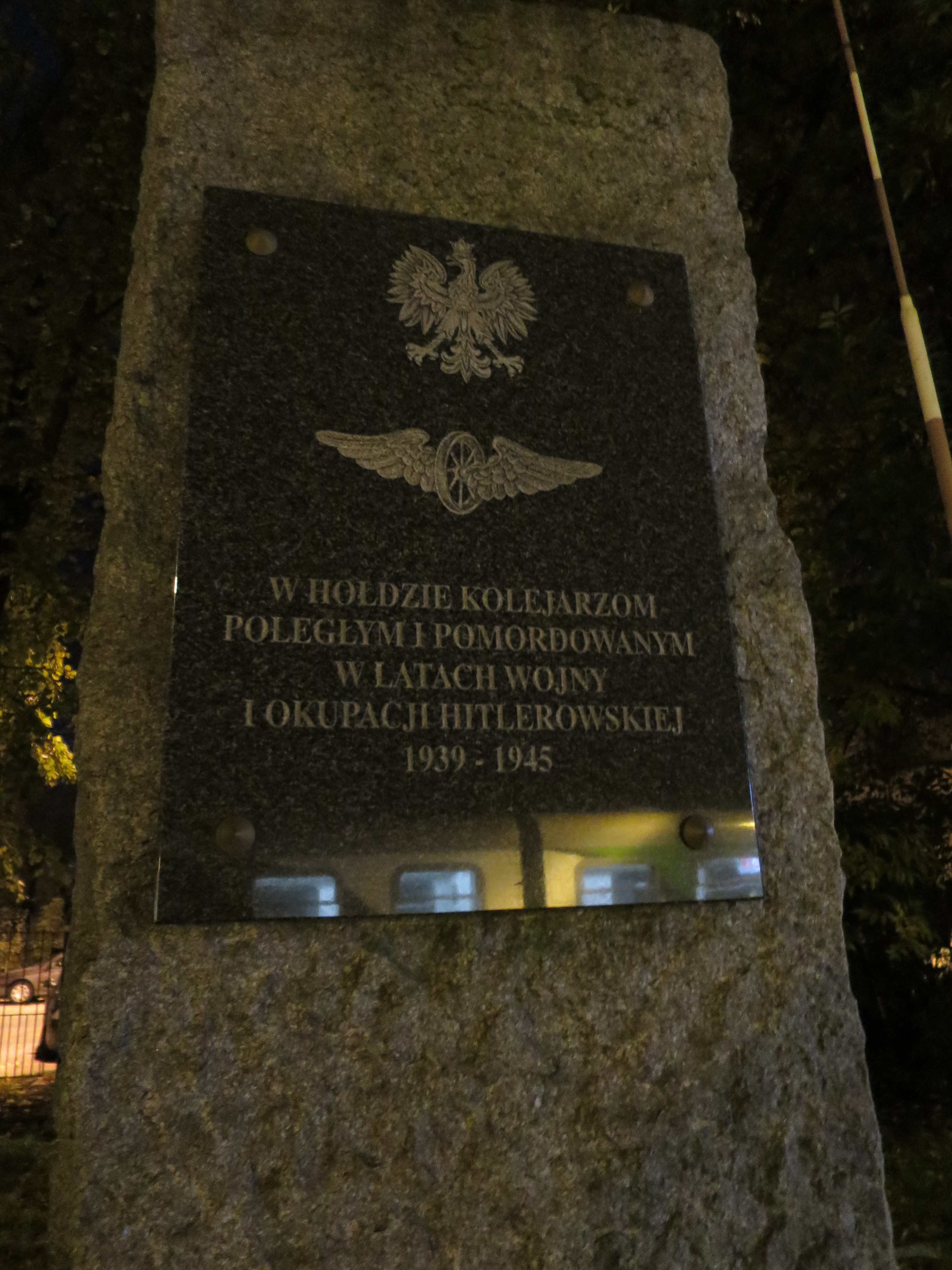
Tablica pamiątkowa
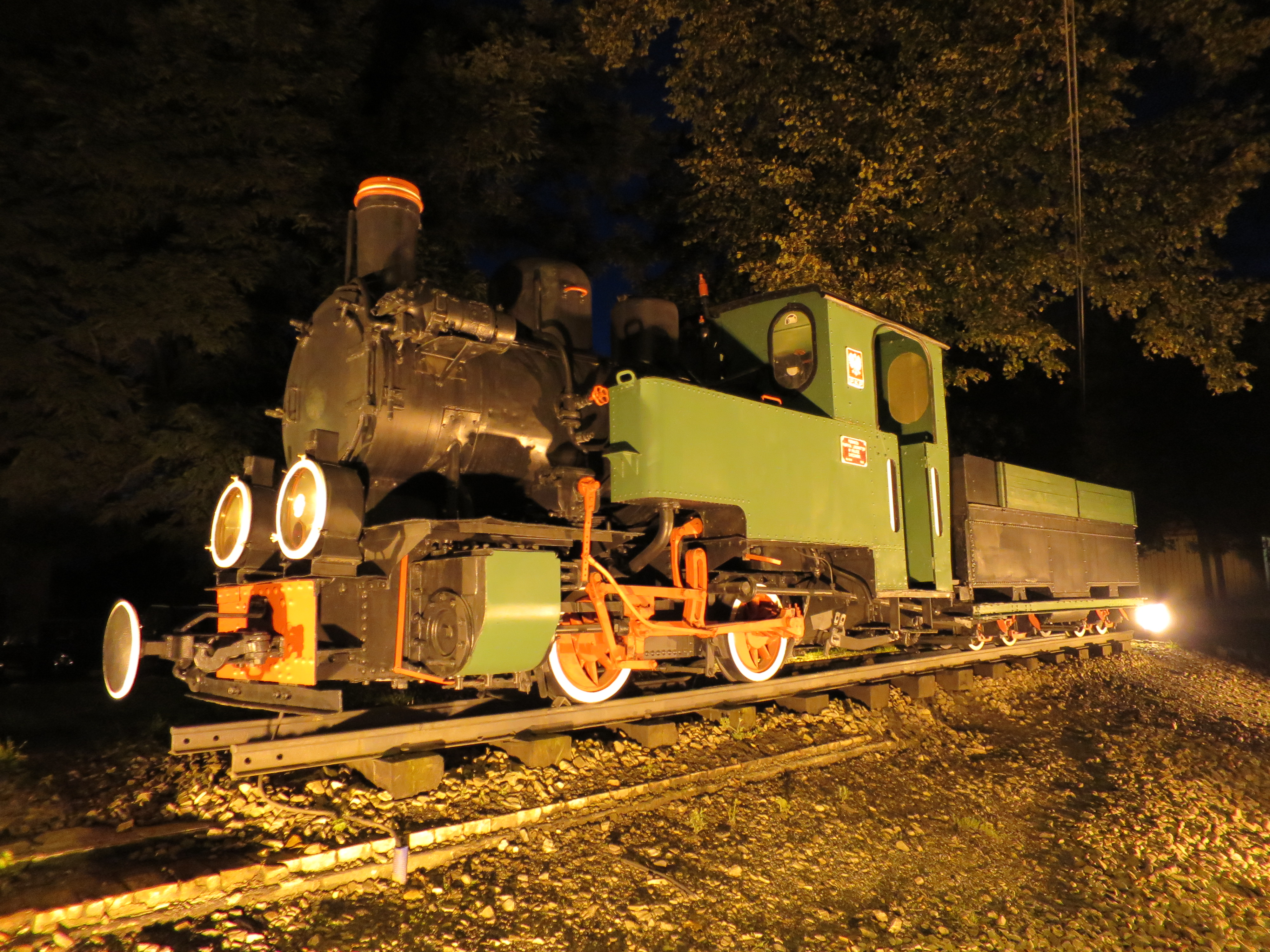
Eksponat – parowóz wąskotorowy Ryś T49-112